# Hermann Lersner
Hermann Lersner (auch Herrmann Lersner; * 18. Oktober 1535 in Marburg; † 13. Oktober 1613 in Lengsfeld) war ein deutscher Rechtswissenschaftler und Hochschullehrer.

## Leben
Lersner stammt aus dem späteren Adelsgeschlecht Lersner und war Sohn des hessischen Kanzlers Heinrich Lersner. Brüder seines Vaters waren die Juristen Christoph, Jakob und Johann Lersner. Er studierte an der Universität Marburg und wurde dort zum Dr. iur. promoviert. 1564 erlangte er an der Universität eine Professur der Rechte. Am 29. Januar 1569 ernannte ihn Landgraf Ludwig der Ältere zum Rat und Diener von Haus aus. Von 1575 bis 1577, 1584/85 sowie 1588/89 war er Rektor der Universität und von 1579 bis 1605 war er dort Vizekanzler. Kurz bevor er aus dem Amt des Vizekanzlers schied, legte er seine Professur nieder.
Lersner war 1594 Hofgerichtsassessor am Hofgericht in Marburg sowie 1594, 1597, 1599 und 1603 Landtagsdeputierter bei den Landständen der Landgrafschaft Hessen.

## Familie
1566 heiratete Lersner in die Frankfurter Patrizierfamilie Rauscher ein, womit auch die Mitgliedschaft in der Patriziergesellschaft Alten Limpurg verbunden war. Damit begründete Lersner die gleichnamige Frankfurter Patrizierfamilie.
Zu seinen Schwiegersöhnen zählte der Professor der Rechte und Mathematik Johann Kitzel, zu seinen Söhnen der Kanzler der Abtei Hersfeld und hessische Rat Heinrich Lersner (1573–1636), der eine Tochter des hessischen Kanzlers Reinhard Scheffer des Älteren heiratete.

## Publikationen (Auswahl)
- Theses de litis contestatione; resp. Joh. Rodingus, Marburg 1579.
- Theses de donationibus; resp. Jon. Hoenberger, Marburg 1580.
- Theses de focietate; Resp. Dan. Jo. Cellius, Marburg 1580.